# Каранкевич, Виктор Михайлович
Виктор Михайлович Каранкевич (бел. Віктар Міхайлавіч Каранкевіч; род. 1 августа 1976, Кировск, Могилёвская область) — белорусский государственный деятель, Заместитель Премьер-Министра Республики Беларусь с 12 августа 2024 года.

## Биография
Родился 1 августа 1976 года в Кировске Могилёвской области.
В 1997 году окончил негосударственный Институт современных знаний по специальности «Экономическая информатика», в 2005 году — Белорусский национальный технический университет по специальности «Теплоэнергетика», в 2010 году — Академию управления при Президенте Республики Беларусь по специальности «Государственное управление народного хозяйства».
В 1997—2004 года занимал должности специалиста и ведущего специалиста в различных структурах Белорусского государственного энергетического концерна (ныне — Белэнерго). В 2004—2006 годах являлся начальником финансового отдела, заместителем начальника управления финансов, учёта и отчётности Белорусского государственного энергетического концерна.
С 2006 по 2012 год занимал должность начальника Главного экономического управления Министерства энергетики Республики Беларусь. В 2012 году назначен заместителем министра энергетики. С 27 января 2017 года — первый заместитель Министра энергетики Республики Беларусь.
31 августа 2018 года назначен Министром энергетики Республики Беларусь.
12 августа 2024 года назначен заместителем премьер-министра по промышленности и энергетике.

## Награды и звания
- Орден Отечества III степени (21 марта 2024 года) — за добросовестный плодотворный труд, высокий профессионализм, значительный вклад в реализацию инвестиционного проекта по строительству Белорусской атомной электростанции[2].